# سیتارابین
سیتارابین (انگلیسی: Cytarabine) دارویی است که در درجه نخست برای ایجاد توقف در لوسمی‌های گرانولوسیتیک افراد بالغ و در درجه دوم برای انواع لوسمی‌های حاد در خردسالان و بزرگسالان استفاده می‌شود.

## ملاحظات
به محض مشاهده دپرسیون مغز استخوان و در نتیجه کاهش تعداد پلاکت‌ها و گرانولوسیت‌های پولی‌مورفونوکلئر میزان مصرف دارو باید کاهش داده شود یا قطع گردد. مصرف این دارو در دوران بارداری مطلقاً ممنوع می‌باشد.